# Chonocephalus simiolus
Chonocephalus simiolus är en tvåvingeart som beskrevs av Rudolf Beyer 1964. Chonocephalus simiolus ingår i släktet Chonocephalus och familjen puckelflugor. Inga underarter finns listade i Catalogue of Life.